# Gabriel Kyeremateng
Gabriel Kyeremateng (Dortmund, 28 april 1999) is een Duits voetballer met Ghanese roots die sinds 2023 uitkomt voor SK Beveren. 

## Clubcarrière
Kyeremateng genoot zijn jeugdopleiding bij TSC Eintracht Dortmund, Borussia Dortmund en Stoke City. In oktober 2020 maakte Kyeremateng de overstap van de beloften van Stoke City naar FC Thun, dat in het seizoen daarvoor naar de Challenge League was gedegradeerd. In zijn debuutseizoen, waarin Kyeremateng goed was voor vijf competitiegoals, dwong hij met Thun barragewedstrijden tegen FC Sion af. De eersteklasser trok hierin aan het langste eind. In het daaropvolgende seizoen eindigde Kyeremateng, dat seizoen goed voor zes competitiegoals, vijfde met Thun. In het seizoen 2022/23 eindigde Thun pas zesde, maar was Kyeremateng wel goed voor zestien competitiedoelpunten.
In juni 2023 ondertekende hij een driejarig contract met optie op een extra seizoen bij de Belgische tweedeklasser SK Beveren.

## Interlandcarrière
Kyeremateng debuteerde in 2014 als Duits jeugdinternational.